# Saint-Seine-l'Abbaye
Saint-Seine-l'Abbaye, prvotno Saint-Seine-en-Montagne, je naselje in občina v francoskem departmaju Côte-d'Or regije Burgundije. Leta 2007 je naselje imelo 365 prebivalcev.

## Geografija
Kraj leži v pokrajini Burgundiji v bližini izvira reke Sene, 26 km severozahodno od središča Dijona.

## Uprava
Saint-Seine-l'Abbaye je sedež istoimenskega kantona, v katerega so poleg njegove vključene še občine Bligny-le-Sec, Champagny, Chanceaux, Curtil-Saint-Seine, Francheville, Frénois, Lamargelle, Léry, Panges, Pellerey, Poiseul-la-Grange, Poncey-sur-l'Ignon, Saint-Martin-du-Mont, Saussy, Trouhaut, Turcey, Val-Suzon, Vaux-Saules in Villotte-Saint-Seine z 2.934 prebivalci.
Kanton Saint-Seine-l'Abbaye je sestavni del okrožja Dijon.

## Zanimivosti
- benediktinska opatija Saint-Seine, ustanovljena leta 534, francoski zgodovinski spomenik;